# Арбаджикьой
Арбаджикьой (на гръцки: Αμαξάδες, Амаксадес) е село в Западна Тракия, Гърция, част от дем Ясъкьой (Ясмос), област Източна Македония и Тракия. Разположено е недалеч от езерото Буругьол (Вистонида), наблизо до пътя Ксанти - Гюмюрджина.

## История
Близо до селото са развалините на средновековната римска крепост Анастасиополис, която по-късно византийците преименуват на Периторион (Перитор). Българите наричат укреплението Буруград. Разположението на крепостта е на брега на езерото Буругьол. Hа 7 юли 1345 г. тук е станала битката на българите срещу турци и византийци, в която загива Момчил юнак.
Според Любомир Милетич към 1912 г. в село Арабаджикьой живеят 20 помашки семейства.
От 1912 от 1919 и от 1941 до 1944 г. селото, заедно с Беломорска Тракия, е част от България.